# Hásságy
Hásságy é um município da Hungria, situado no condado de Baranya. Tem 8 km² de área e sua população em 2019 foi estimada em 256 habitantes.